# Muntiacins
Els muntiacins (Muntiacinae) són una subfamília de cèrvids formada per dos gèneres:

## GènereMuntiacus
Anomenats muntjacs, d'aquest gènere n'existeixen una desena d'espècies originàries totes del sud-est asiàtic, si bé algunes han estat introduïdes a Europa.
- Muntjac de Borneo (Muntiacus atherodes)
- Muntjac negre (Muntiacus crinifrons)
- Muntjac de Tenasserim (Muntiacus feae)
- Muntjac de Gongshan (Muntiacus gongshanensis)
- Muntjac de l'Índia (Muntiacus muntjak)
- Muntjac de Hukawng (Muntiacus putaoensis)
- Muntjac de Reeves (Muntiacus reevesi)
- Muntjac de Truong Son (Muntiacus truongsonensis)
- Muntjac gegant (Muntiacus vuquangensis)
- Muntjac de Sumatra (Muntiacus montanus)

## GènereElaphodus
Elaphodus és un gènere que només conté una sola espècie, l'elàfode, del qual s'han descrit quatre subespècies.
- Elàfode (Elaphodus cephalophus)